# Lorenzo Campeggio

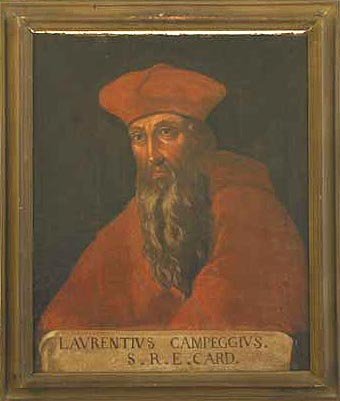
Lorenzo Campeggio

Lorenzo Campeggio (Milaan, 7 november 1474 – Rome, 19 juli 1539) was een Italiaans kardinaal en politicus. Bekend werd Lorenzo door zijn rol in de echtscheidingsprocedure tussen koning Hendrik VIII van Engeland en Catharina van Aragon.

## Biografie
Lorenzo was de oudste zoon van Giovanni Zaccaria Campeggio, een gerenommeerd jurist, en Dorotea Tebaldini. Zijn familie was afkomstig uit Bologna. Over Lorenzo’s geboortedatum en geboorteplaats bestaat enige onduidelijkheid. De Catholic Encyclopedia noemt als geboortejaar 1472 of 1474 en als geboorteplaats Bologna. In navolging van zijn vader volgde Lorenzo rechtenstudies in Pavia en Bologna, waarin hij in 1499 zijn doctoraal behaalde. Zijn opleiding was gericht op een maatschappelijke carrière.
In 1500 trouwde Lorenzo met Francesca de’ Gualtavillani bij wie hij vijf kinderen kreeg; drie zonen en twee dochters. Twee van zijn zonen, Allessandro en Gianbattista, zouden beiden een kerkelijke carrière volgen. Na de dood van zijn vrouw in 1509 besloot Lorenzo zijn carrière binnen de kerk voort te zetten.
Wegens zijn verdiensten tijdens de opstand van Bologna in 1511 werd Lorenzo door paus Julius II aangesteld als auditor van de Sacra Rota Romana, een belangrijke rechtbank binnen de Romeinse Curie. Tevens werd hij als pauselijk legaat naar keizer Maximiliaan I gestuurd om hem ervan te overtuigen zijn afgevaardigden voor het Concilie van Pisa (1511) terug te trekken. Dit concilie was gericht tegen paus Julius II en had onder meer tot doel de paus af te zetten. Lorenzo slaagde in zijn missie en kreeg als dank onder meer op 12 november 1512 het bisdom van Feltre toegewezen. Van Maximiliaan kreeg hij ook toestemming op de wereldlijke macht binnen de stad uit te oefenen. Op 1 juni 1520 zou hij afstand doen van het bisdom ten gunste van zijn broer Tommaso.
Op 27 juni 1517 werd Lorenzo benoemd tot kardinaal-priester met als titelkerk San Tommaso in Parione.

### Engeland
Al onder paus Leo X werd Lorenzo betrokken in de relaties tussen de Heilige Stoel en Engeland. In april 1518 werd hij benoemd tot legaat van de paus om in Engeland steun te zoeken voor een kruistocht tegen de Turken, maar ook om te assisteren in de hervormingen binnen de kerk van Engeland. De afvaardiging van Campeggio viel aanvankelijk bij Hendrik VIII niet in goede aarde, omdat hij niets moest hebben van buitenlandse inmenging. Ook bij kardinaal Thomas Wolsey viel de benoeming slecht, omdat die zichzelf een belangrijke rol toedichtte in de relaties tussen Engeland en de paus. Uiteindelijk kwam Lorenzo op 23 juli 1518 aan in Engeland. Zijn missie mislukte echter met name door het optreden van Thomas Wolsey en daarop besloot hij terug te keren naar Rome. Toch had zijn optreden indruk gemaakt op de koning en als dank kreeg Lorenzo van Hendrik VIII de beschikking over het paleis in Rome van kardinaal Adriano Castellesi, de kardinaal die was afgezet door paus Leo X vanwege zijn verzet tegen de paus. Ook werd hij aangesteld als kardinaalprotector van Engeland binnen de Romeinse Curie. In 1524 schonk Hendrik VIII hem het rijke bisdom Salisbury.
Onder de Nederlandse paus Adrianus VI werd Lorenzo belast met de hervormingen binnen de Rooms-Katholieke Kerk. Hiervoor schreef hij De depravato statu ecclesiae, waarin hij zijn zorgen uitte over het optreden van de Romeinse Curie. Ook nam hij stelling tegen de aflaathandel en bekritiseerde hij de concordaten die de kerk had afgesloten met wereldlijke leiders, waardoor bepaalde rechten van de kerk in zijn ogen verkwanseld waren. Lorenzo was tevens van mening, dat een vrede tussen keizer Karel V en koning Frans I van Frankrijk zou kunnen leiden tot een gemeenschappelijk optreden tegen de Turken. Ook riep hij opnieuw op tot verwerping van de leer van Maarten Luther.
Na de dood van Adrianus VI werd Lorenzo benoemd tot aartsbisschop van Bologna en werd hij ingezet als legaat voor Duitsland. Daar riep hij op dat het Edict van Worms nageleefd moest worden, iets wat op weerstand stuitte bij de verschillende deelnemers aan de rijksdag. Omdat Lorenzo meende dat de aanpak van de Lutherse leer alleen mogelijk was wanneer de Duitse geestelijkheid hervormd zou worden, riep hij een vergadering bijeen van 12 Duitse bisschoppen waarbij ook aartshertog Ferdinand en enkele Beierse hertogen aanwezig waren. Doordat in november 1524 de Duitse Boerenoorlog uitbrak, kwam een einde aan de missie van Lorenzo. Deze werd door de paus naar Rome teruggeroepen, omdat de paus meende dat de kardinaal op te vertrouwelijke voet stond met de keizer.
Hoewel Lorenzo, in tegenstelling tot de paus, zich verbonden voelde met Karel V, sloot hij zich tijdens de plundering van Rome in 1527 uit solidariteit met de paus aan bij Clemens VII, die gevlucht was naar de Engelenburcht. Toen de paus besloot definitief uit Rome te vluchten en zich tijdelijk in Orvieto te vestigen, werd Lorenzo aangesteld als pauselijk legaat te Rome. Hier ondernam hij verschillende pogingen om de vrede te herstellen.
Mede op verzoek van Hendrik VIII werd Campeggio aangesteld als bemiddelaar in het huwelijksconflict tussen de koning van Engeland en zijn vrouw Catharina van Aragon. Campeggio had zich tegenover de paus negatief uitgelaten over een eventuele scheiding van het koningspaar. Ook was hij zich ervan bewust, dat welke beslissing er ook genomen zou worden, dit zou resulteren in een vijandelijke opstelling van een van de betrokken vorsten: Hendrik VIII en Karel V, de neef van Catharina. Op 1 oktober 1528 arriveerde hij in Engeland om samen met kardinaal Wolsey de scheidingszaak te behandelen. Bij aankomst in Engeland was Lorenzo in het bezit van een pauselijk document (een nietigheidsverklaring), waarin aan Campeggio toestemming gegeven werd het finale oordeel over de zaak te vellen; dit document, gericht aan Hendrik VIII en kardinaal Wolsey, zou hij echter nooit openbaar maken. De paus had hem echter uitdrukkelijk opgedragen de zaak zo lang mogelijk te vertragen.
Nadat beide partijen gehoord waren –waarbij Lorenzo geprobeerd had Catharina over te halen toe te treden tot een klooster- werd Lorenzo op 18 juni 1529 gedwongen om een besluit te nemen, onder bedreiging dat Hendrik VIII anders aansluiting zou zoeken bij de Lutheranen. Mede doordat Catharina zich rechtstreeks tot de paus gericht had, besloot de kardinaal dat een beslissing in handen zou liggen van de Romeinse Curie, die echter op dat moment op zomerreces was. Hendrik VIII was zeer ontstemd door dit besluit en wees Lorenzo het land uit; op 26 oktober 1529 verliet hij via Dover Engeland. Later zou Hendrik VIII hem het bisdom Salisbury afnemen, wat bevestigd werd door het Engelse parlement op 11 maart 1534.

### Tegen de lutheranen
Bij terugkeer in Italië assisteerde Lorenzo bij de kroning van Karel V tot keizer op 24 februari 1530 te Bologna. Als dank voor zijn optreden in Engeland ontving hij van de paus het kasteel Dozza en Karel V plaatste Lorenzo's familie onder keizerlijke bescherming. Later dat jaar kreeg hij van Karel V de bisdommen Huesca en Jaca (2 september 1530 - 17 juni 1534). Na de kroning reisde Lorenzo met Karel V af naar Duitsland, waar hij tijdens de rijksdag in Augsburg opnieuw fel ageerde tegen Luther. Hij riep daarbij op om met inzet van wapens de lutheranen te bestrijden. De toenemende dreiging van de Turken resulteerde er uiteindelijk in dat binnen Duitsland een gematigder houding jegens de protestanten werd ingenomen. Hierdoor was Lorenzo’s missie mislukt.
In 1535 werd Lorenzo lid van de commissie, die uiteindelijk besloot tot de excommunicatie van Hendrik VIII. In 1537 volgde zijn aanstelling als kardinaal-bisschop van Sabina.
Op 19 juli 1539 overleed Lorenzo Campeggio ten gevolge van onder meer jicht. Hij werd begraven in de Santa Maria in Trastevere te Rome. In 1581 werden enkele van zijn beenderen herbegraven in de Santi Marta e Bernardino kerk te Bologna, een kerk die in zijn opdracht was gebouwd.

## Erasmus
Kardinaal Campeggio was een tijdgenoot van Desiderius Erasmus en onderhield met hem ook nauwe contacten; in oktober 1519 ontmoetten zij elkaar in Brugge. Hoewel Lorenzo Erasmus trachtte over te halen stelling te nemen tegen de Lutheranen, riep Erasmus op zijn beurt Lorenzo op tot een mildere en vergevingsgezinde benadering. De waardering voor ieders optreden was wederzijds. Zo prees Lorenzo Erasmus voor zijn inzet door hem een ring met diamant cadeau te doen en riep Erasmus andere hervormers, onder wie Philipp Melanchthon, op om de dialoog aan te gaan met Campeggio.
- Biblioteca Nacional de España: XX5555028
- Bibliothèque nationale de France: cb10639417t (data)
- Digitale Bibliotheek voor de Nederlandse Letteren: camp123
- Gemeinsame Normdatei: 118666843
- International Standard Name Identifier: 0000 0001 1559 5770
- Library of Congress Control Number: nr93011929
- Nationale Bibliotheek van Polen: a0000002795014
- Nederlandse Thesaurus van Auteursnamen: 069481202
- Réseau des bibliothèques de Suisse occidentale: 02-A003072735
- Istituto Centrale per il Catalogo Unico: MILV023991
- LIBRIS: 361287
- SNAC: w6d549xm
- Système universitaire de documentation: 115018077
- Virtual International Authority File: 9837370
- WorldCat: E39PBJx8HMGXxXkFHyfQbgQTHC